# Helmut Lebert
Helmut Lebert (* 18. Februar 1941 in München) ist ein ehemaliger deutscher Ruderer.

## Leben
Er ist Ehrenmitglied des Passauer Ruderverein von 1874. 1966 wurde er in Passau zum Priester geweiht.

## Erfolge/Ergebnisse

### Olympische Spiele
- 1964: 5. Rang (Doppelzweier)[3] mit Josef Steffes-Mies

### Europameisterschaften
- 1963: 3. Rang (Einer)[4]

### Deutsches Meisterschaftsrudern
- 1963: 1. Rang (Einer)[5]
- 1964: 2. Rang (Einer)